# Генератор фракталів

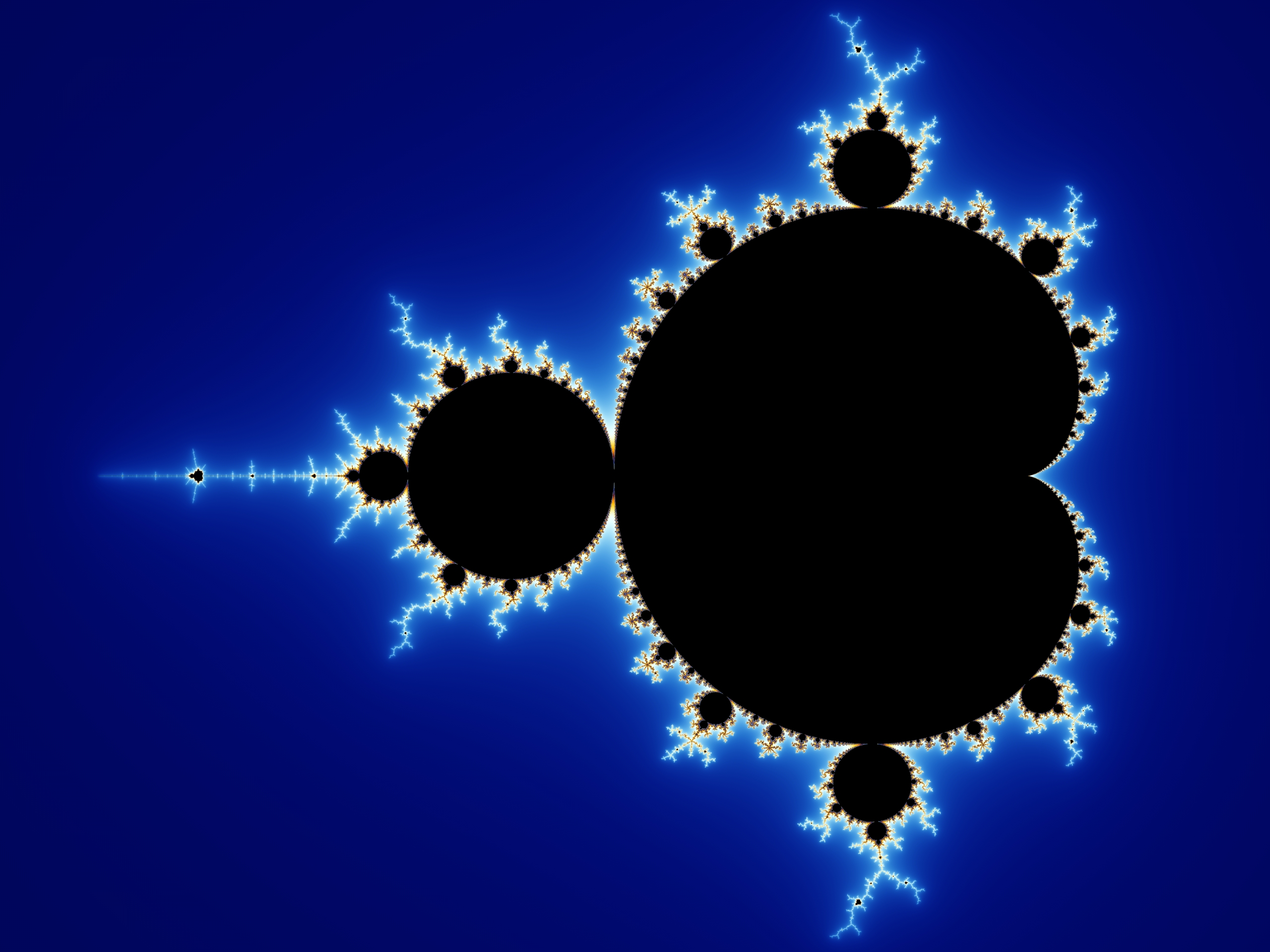
Приклад фракталу Мандельброта, згенерованого програмою Ultra Fractal

Генератор фракталів — це комп'ютерна програма, що генерує зображення фракталів. Існує безліч подібних програм, безкоштовних і комерційних, відкритих і пропрієтарних.

## Можливості
Більшість подібних програм дозволяють вибрати алгоритм генерації фракталу, збільшити той чи інший фрагмент зображення, змінити колірну гамму, редагувати деякі топологічні параметри і зберігати отримане зображення в одному з популярних графічних форматів, таких як JPEG, TIFF або PNG, а також зберігати параметри генерації конкретного фракталу, що дозволяє повторне використання і модифікацію такого фрактального зображення.
Багато програм дозволяють також вводити власні формули, і здійснювати додатковий контроль, на зразок фільтрації отриманого зображення. Деякі пакети дозволяють генерувати фрактальну анімацію.
Ряд графічних редакторів загального призначення, наприклад, GIMP, включають фільтри або модулі для генерації фракталів.

## Список генераторів фракталів

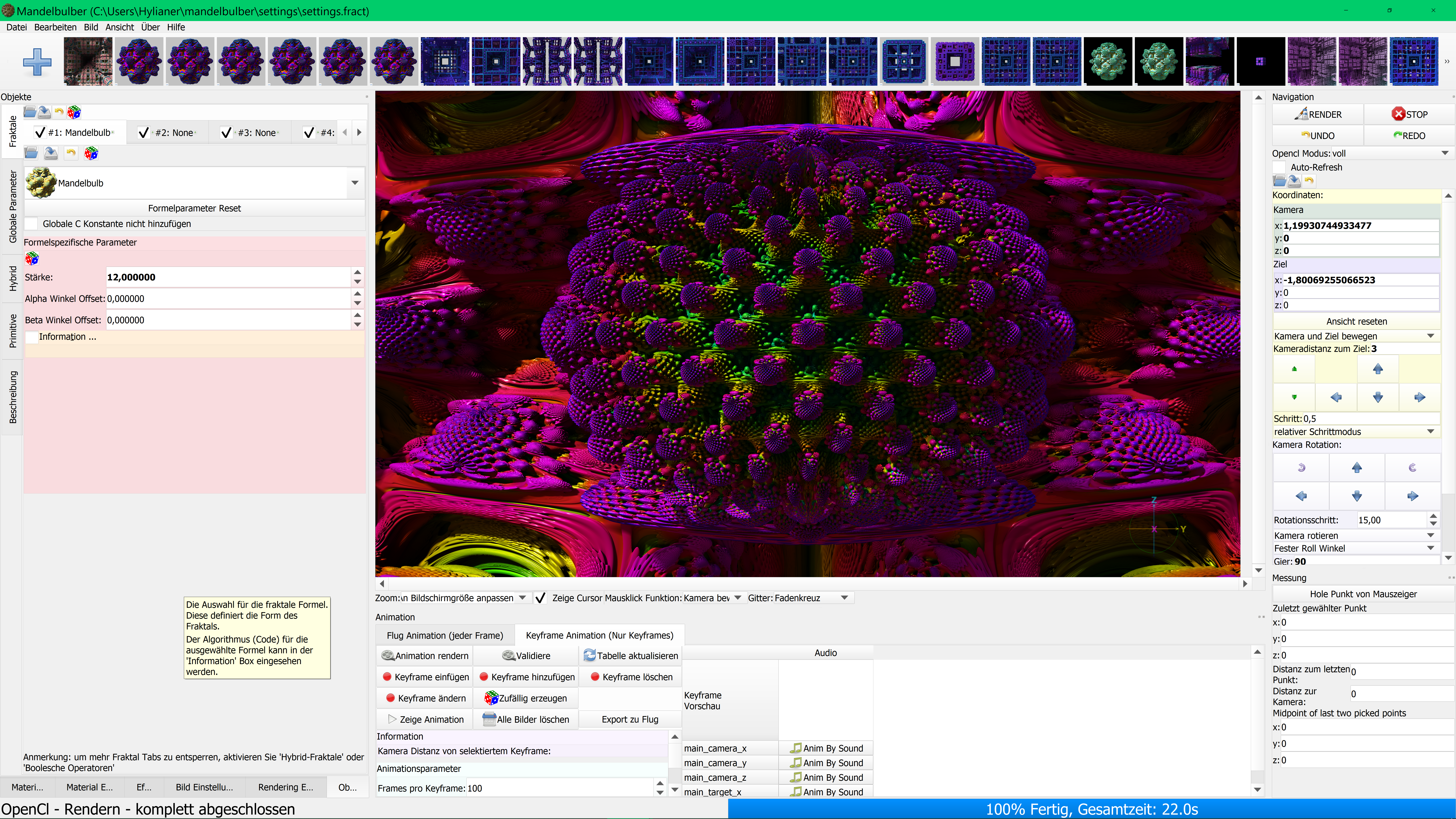
Графічний інтерфейс з mandelbulber

- Apophysis
- Chaoscope [Архівовано 19 вересня 2014 у Wayback Machine.]
- ChaosPro [Архівовано 6 жовтня 2014 у Wayback Machine.]
- Electric Sheep[en][1]
- Fractal Explorer[2]
- Fractint[en][3]
- Fractracer
- IFS Builder 3d[4]
- Mandelbulb3D [Архівовано 6 жовтня 2014 у Wayback Machine.]
- Mandelbulber[5]
- Sterling (програма)[en][6]
- SpangFract[7]
- Ultra Fractal
- XaoS[en][8]
- XenoDream [Архівовано 18 грудня 2014 у Wayback Machine.]
- FLAM3